# Decelerony

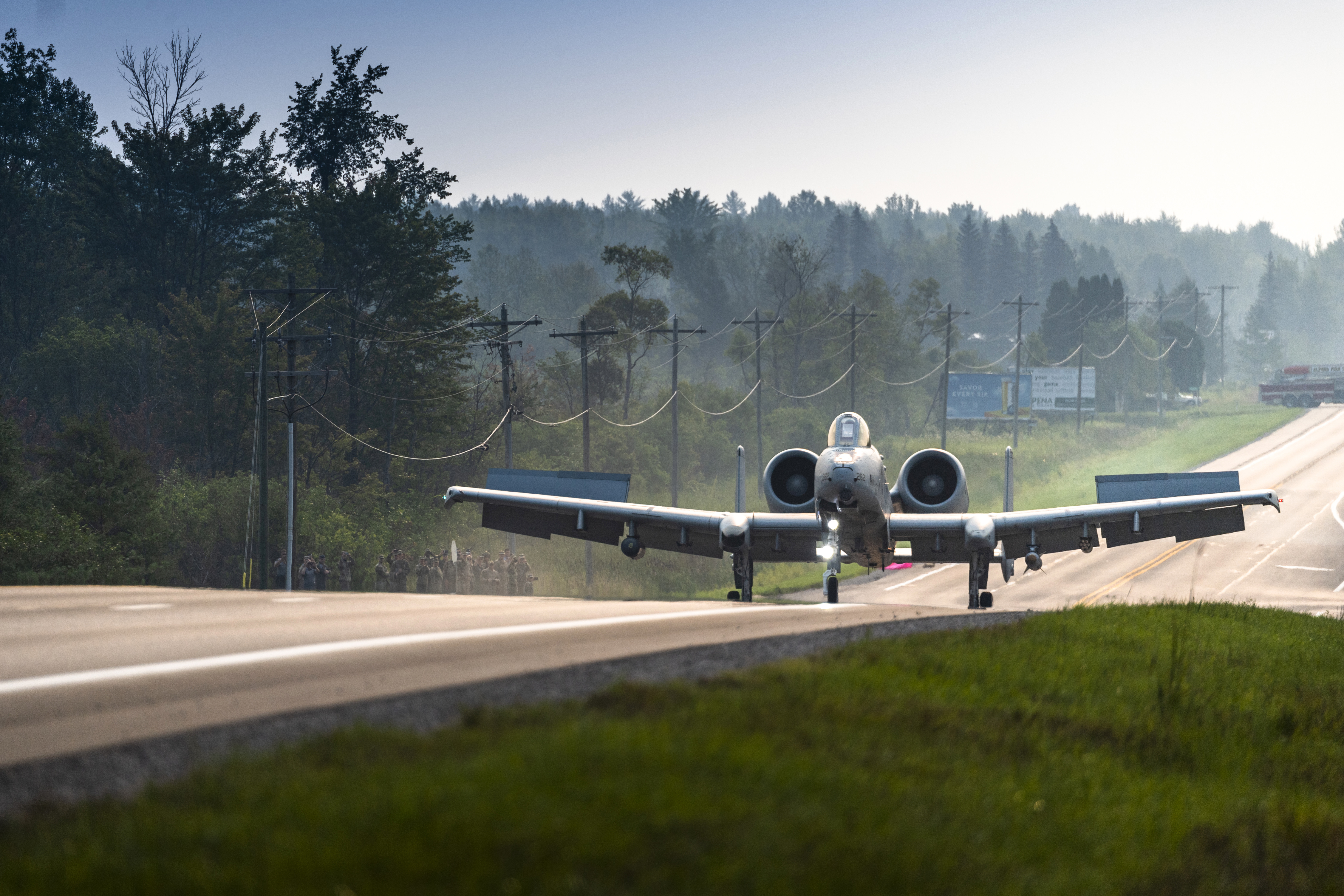
A-10 Thunderbolt II s otevřenými decelerony

Decelerony (někdy dělená nebo odštěpná křidélka) jsou typem dvoudílných křidélek, která mohou být vychýlena buď jako celek a pak zajišťují řízení letadla v náklonu, anebo být rozevřena a plnit funkci brzdícího štítu. Při diferenciovaném použití způsobují odklon směru letu, čímž potenciálně odstraňují nutnost použití vertikálního stabilizátoru a směrového kormidla, ale vyžadují stálé (aktivní) zasahování do řízení.
Ve 40. letech 20. století je vyvinula společnost Northrop pro stíhačku F-89 Scorpion, a používají je také typy Fairchild Republic A-10 Thunderbolt II a létající křídlo Northrop B-2 Spirit. 